# Nacolus assamensis
Nacolus assamensis är en insektsart som beskrevs av William Lucas Distant 1918. Nacolus assamensis ingår i släktet Nacolus och familjen dvärgstritar. Inga underarter finns listade i Catalogue of Life.